# Undekan
Undekan (C11H24) je uhlovodík, kapalný alkan s 11 atomy uhlíku v molekule. Existuje celkem 159 izomerů undekanu.

## Použití
Společně s ostatními uhlovodíky může být použit jako vnitřní standard v plynové chromatografii.